# Club Patí Voltregà
Maillots
Actualités
Le Club Patí Voltregà ou CP Voltregà est un club de rink hockey de la ville de Sant Hipòlit de Voltregà de la comarque d’Osona.

## Saisons (Section féminine)
| Saison  | Niveau | Division       | Pos. | Copa de la Reina (en) | Coupe d'Europe     |
| ------- | ------ | -------------- | ---- | --------------------- | ------------------ |
| 2004–05 | 1      | Cto. España    | 1er  | NC                    | NC                 |
| 2005–06 | 1      | Cto. España    | 1er  | Champion              | NC                 |
| 2006–07 | 1      | Cto. España    | 1er  | Champion              | Quatrième place    |
| 2007–08 | 1      | Cto. España    | 1er  | Champion              | Champion           |
| 2008–09 |        | Catalan league |      | Quart-de-finaliste    | Finaliste          |
| 2009–10 | 1      | OK Liga        | 3e   | Finaliste             | –                  |
| 2010–11 | 1      | OK Liga        | 1er  | Champion              | Champion           |
| 2011–12 | 1      | OK Liga        | 1er  | Finaliste             | Quart-de-finaliste |
| 2012–13 | 1      | OK Liga        | 1er  | Demi-finaliste        | Champion           |
| 2013–14 | 1      | OK Liga        | 1er  | Champion              | Quatrième place    |
| 2014–15 | 1      | OK Liga        | 2d   | Finaliste             | Quart-de-finaliste |
| 2015–16 | 1      | OK Liga        | 1er  | Demi-finaliste        | Champion           |
| 2016–17 | 1      | OK Liga        |      | Champion              | Champion           |